# Lehrlingsbewegung
Lehrlingsbewegung bezeichnet eine soziale Protestbewegung von Auszubildenden des dualen Ausbildungssystems zwischen 1968 und 1972, angeregt durch die außerparlamentarische Opposition (APO) der Studentenbewegung. Durch spektakuläre Aktionen erlangten die von Lehrlingen als „ausbeuterisch“ bezeichneten Ausbildungsbedingungen in Lehrbetrieben bundesweit öffentliche Aufmerksamkeit. Das wurde vor allem dadurch bewirkt, dass es nicht nur spontane Einzelaktionen gab, sondern dass sich in der ganzen Bundesrepublik bis hin zu kleineren Städten sogenannte Lehrlingszentren bildeten. Die Lehrlingsbewegung beeinflusste die Tarifpolitik der Gewerkschaften sowie Reformbestrebungen in der beruflichen Ausbildung. Sie fand eine aufnahmebereite Öffentlichkeit vor, da auch in der Wissenschaft erste Beiträge zur Kritik der Berufsausbildung erschienen und der Bundestag 1969 das Berufsbildungsgesetz diskutierte und verabschiedete; außerdem veröffentlichte der Deutsche Bildungsrat 1969 die Denkschrift „Zur Verbesserung der Lehrlingsausbildung“.
Der Lehrlingsprotest richtete sich gegen die Ausbildungspraxis der Betriebe. Die Lehrlinge beklagten mangelhafte betriebliche Lernmöglichkeiten, ungenügende Abstimmung von Theorie und Praxis zwischen Berufsschule und Betrieb, zu viele Hilfsarbeiten ohne Lern- und Übungswert oder gar berufsfremde Aufgaben. Auch die vermeintlich unpädagogische Erziehung zu „fügsamen Arbeitsuntertanen“ („Lehrjahre sind keine Herrenjahre“) waren Gegenstand einer politisch orientierten Kritik. Aber auch die Berufsschulen gerieten in die Kritik (zu praxisfern, keine sinnvolle Verbindung von betrieblicher und berufsschulischer Ausbildung u. a.). Die Lehrlingszentren waren teils gewerkschaftlich organisiert, teils autonom (so etwa ausdrücklich in Essen, aber auch da stets mit einer eindeutigen Erwartungshaltung gegenüber den Gewerkschaften).
Die Gewerkschaften, Unternehmerverbände, Parteien und die infolge der Studentenbewegung entstandenen neuen linken Gruppierungen interpretierten die Unzufriedenheit der Lehrlinge sehr unterschiedlich. Die Auffassungen über die Ursachen reichten von der Reduzierung auf einen Generationenkonflikt über die Feststellung eines Modernitätsrückstandes der Ausbildung bis hin zu Verführung durch APO-Studenten, aber auch Kritik an einer bürokratisierten Gewerkschaftspolitik wurde konstatiert, eine sozialkritische Betonung von ungerecht verteilten „Partizipationschancen der Arbeiterjugend“ in der damaligen Gesellschaft generell, so wie ganz mitschwingend im damaligen „antikapitalistischen Milieu“ des rebellierenden Teils der Jugend wurde von linken Theoretikern auch ein Übergreifen der „antikapitalistischen Revolte“ auf einen Teil der „arbeitenden Massen“ begrüßt. Generell kann man feststellen, dass dieses „Überspringen“ des Studentenprotestes auf die Lehrlinge schon deshalb das damals so genannte „Establishment“, vor allem die Wirtschaftsvertreter, aber auch die Gewerkschaftsvorstände in große Aufregung versetzte, weil man „dem deutschen Lehrling“ dieses Aufbegehren zuallerletzt zugetraut hätte.

## Anfänge
Ende der 1960er-Jahre herrschte in der Bundesrepublik Vollbeschäftigung, und etliche Lehrstellen blieben unbesetzt. Lehrlinge konnten in vielen Berufszweigen unter den Angeboten auswählen. Doch gab es große Unterschiede in der Qualität der Lehrlingsausbildung – etwa zwischen modernen Industriebetrieben und traditionellen, oft kleinen Handwerksbetrieben. Viele Lehrlinge empfanden das als sehr ungerecht. Das waren die Rahmenbedingungen, unter denen im Oktober 1968 der erste öffentliche und viel beachtete Lehrlingsprotest stattfand. Die erste öffentlich wirksame Aktion zur Ausbildungsmisere fand am 25. September 1968 in Hamburg statt. Im Börsensaal der Handelskammer war eine Freisprechungsfeier von 3500 kaufmännischen und gewerblichen Lehrlingen. Für diese Feier hatten sechs Lehrlinge und Studenten der Akademie für Wirtschaft und Politik ein Flugblatt entwickelt. In dem Flugblatt wurde u. a. eine Reform der Berufsausbildung, ein Berufsbildungsgesetz und eine angemessene Ausbildungsvergütung gefordert. Die Studenten sollten das Flugblatt verteilen. Da sie zu spät kamen, warfen sie das Flugblatt in den Saal. Die Verwirrung nutzte ein Lehrling, um am Rednerpult die Forderungen zu erläutern. Am 8. November 1968 fand in Hamburg die erste Lehrlingsdemonstration mit 1000 Teilnehmern für eine bessere Ausbildung statt. Eine breite Öffentlichkeitswirkung wurde aber erst spürbar, als die Lehrlinge auf der zentralen Maikundgebung des Deutschen Gewerkschaftsbundes am 1. Mai 1969 auf dem Hamburger Rathausmarkt ihre Forderungen lautstark artikulierten. Prominente Festredner wie Willy Brandt, Herbert Weichmann und Otto Brenner mussten ihre Reden begleitet durch die Sprechchöre von schätzungsweise 3000 Lehrlingen vortragen.

## Folgen und weiterer Verlauf
Infolge des für den Gewerkschaftsvorstand völlig unerwarteten Protestes gegen die Gewerkschaftsbürokratie trafen Betriebsräte und Vertrauensleute auf einer zentralen Konferenz nur wenige Tage später am 6. Mai 1969 weit reichende Entscheidungen über die künftige gewerkschaftliche Jugendpolitik. Der Vorstand wurde aufgefordert, ein „Jugendpolitisches Sofortprogramm“ zu entwerfen. Das Ziel war es, Jugendliche wieder verstärkt an die Gewerkschaften heranzuführen. Das Programm wurde von gewerkschaftlich engagierten Studenten und Lehrlingen entworfen und im August 1969 vom DGB-Kreisvorstand Hamburg angenommen.
Zentraler Punkt war die Gründung eines offenen Lehrlingszentrums, eines „Jour fixe“ der Gewerkschaftsjugend in Hamburg, Ausgangspunkt für eine bundesweite Gründungswelle von Lehrlingszentren. Der Hamburger „Jour fixe“ begann gleich mit einer Reihe öffentlicher Aktionen, etwa im Oktober 1970 vor dem Rheinstahl-Werk in Hamburg oder eine große „Fegeaktion“ auf der vorweihnachtlichen Einkaufsmeile Mönckebergstraße in Hamburg im November 1970 (siehe Fotos).

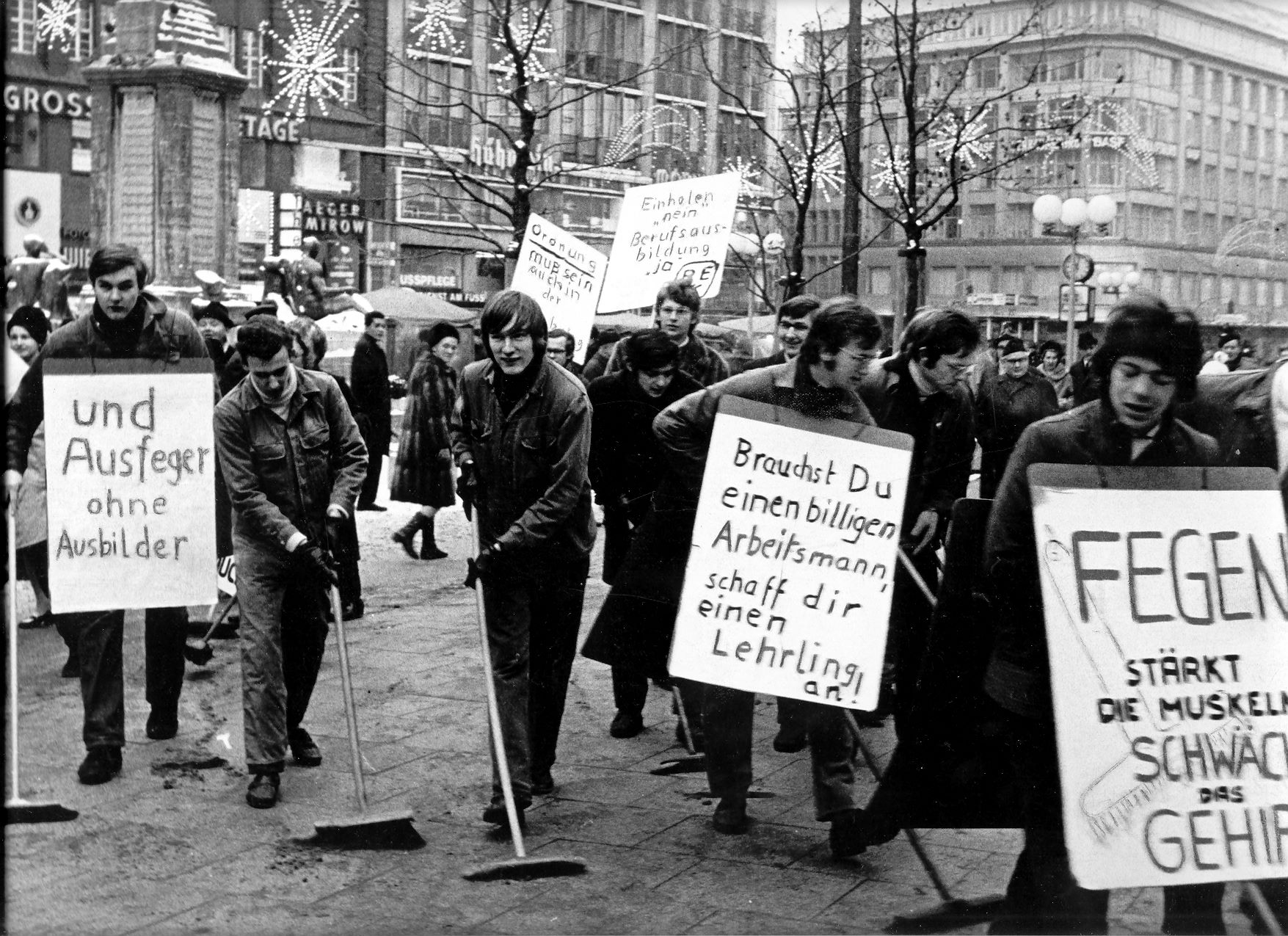
Lehrlingsdemonstration Hamburg 1968

Unterstützt wurde die „neue Bewegung“ gleich von Beginn an von den Jungsozialisten in der SPD, die am 28./29. Januar 1970 in Düsseldorf einen großen „Lehrlings-Kongress“ abhielten. Auf dem Höhepunkt der Lehrlingsbewegung um 1971/1972 gab es etwa 150 Lehrlingszentren in der Bundesrepublik, teils autonom, teils gewerkschaftlich organisiert. Diese waren in der Regel örtlich oder branchenspezifisch (einzelgewerkschaftlich) organisiert, bis hin zu betrieblichen Gruppen (etwa Durag in Hamburg, Siemens in München), je nach (gewerkschaftlicher) Infrastruktur in den Orten. In überwiegend kleinbetrieblichen (ländlichen) Regionen waren oft die Berufsschulen Ausgangspunkt dieser Selbstorganisation der Lehrlinge. Aber auch staatliche Berufsbildungseinrichtungen gerieten in die „Protestwelle“, etwa die zentrale Ausbildungswerkstatt der Stadt Frankfurt (LAW). Dazu gab es verschiedene Versuche der Lehrlingszentren oder Betriebsgruppen, sich in die Tarifpolitik der Gewerkschaften mit eigenen Forderungen einzuklinken oder sogar eigenständige „Ausbildungs-Tarifverträge“ für Branchen und/oder Betriebe durchzusetzen (etwa die Durag-Betriebsgruppe Hamburg), solche Versuche eigenständiger Tarifpolitik wurden allerdings von den Gewerkschaften nicht unterstützt.

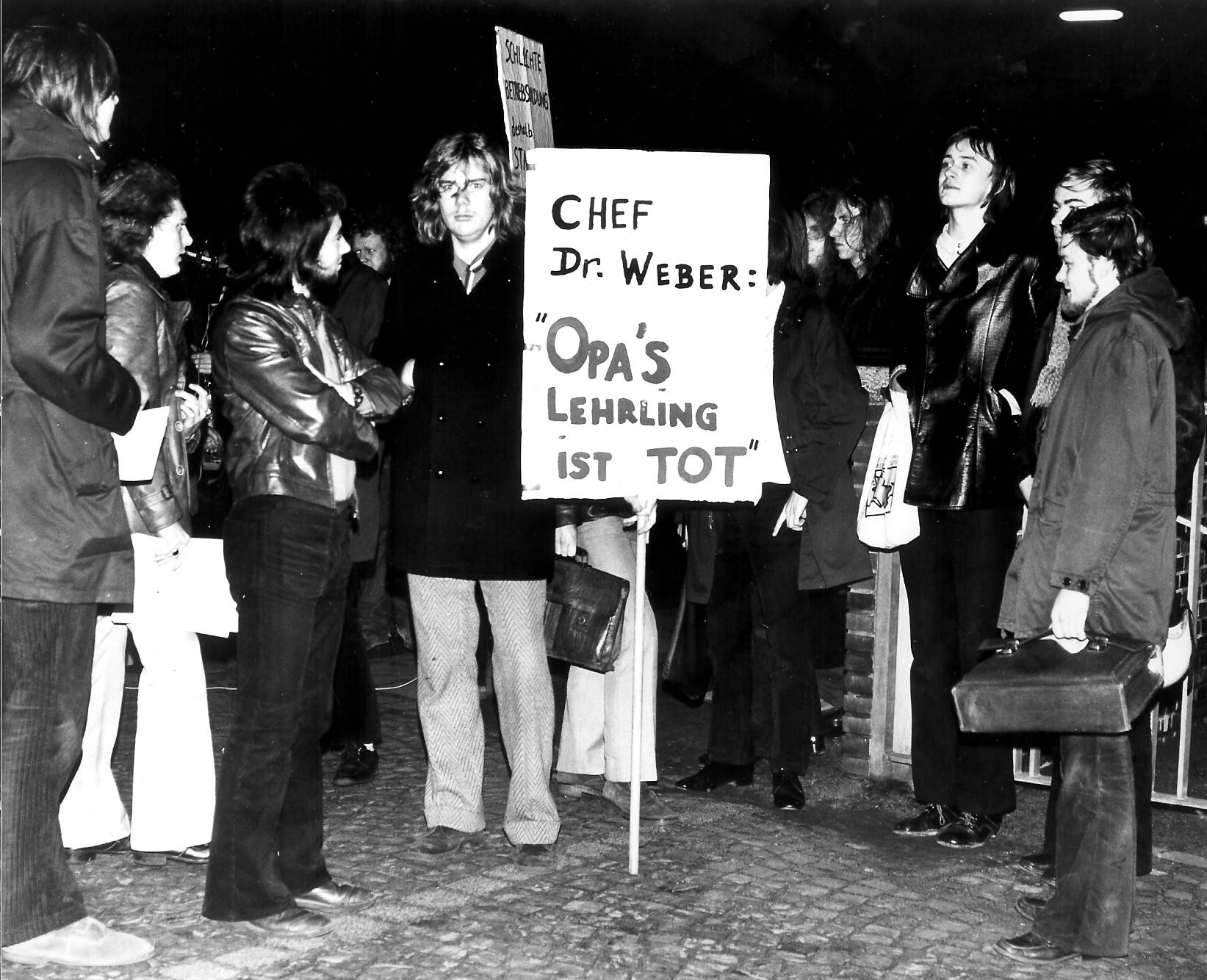
Demonstration vor Betrieb Hamburg 1970

In der Folge dieser breiten Bewegung mit vielen örtlichen Aktionen rückte das Thema Berufsausbildung verstärkt in die öffentliche Diskussion. Von Lokalzeitungen bis hin zum Stern berichtete die Presse (von den überregionalen Zeitungen etwa kontinuierlich die Frankfurter Rundschau), Jugend- und Bildungsredaktionen des Rundfunks oder Fernsehens stiegen auf das Thema ein, kontinuierlich berichteten gewerkschaftsnahe Zeitschriften wie express international und Gewerkschafts-Spiegel, aber auch etwa die Zeitschrift deutsche jugend des Deutschen Jugendinstituts in München. Viele Betriebsräte kümmerten sich verstärkt auch um die Lehrlinge in ihren Betrieben, die Gewerkschaften verstärkten ihre Jugend- und Jugendbildungsarbeit (u. a. mit einer intensiven Tagungs- und Seminararbeit in der DGB-Bundesjugendschule Oberursel) und intervenierten auch politisch für eine Reform der Berufsausbildung. Es gab auch Versuche einer überregionalen Organisierung der Lehrlingszentren, etwa eine bundesweite „Arbeitskonferenz der Lehrlingszentren“ in Frankfurt am 13./14. Februar 1971, an der sich über 40 Lehrlingszentren beteiligten, und danach eine Regionalkonferenz Norddeutschland am 13./14. März 1971 in Hamburg. Zu diesen Bemühungen einer überregionalen „autonomen“ Organisation der Lehrlingszentren gehörte auch die aus dem Hamburger Jour fixe hervorgegangene Initiative für die „LZ – Zeitung für Lehrlinge und Jungarbeiter“, die ab 1970 in Hamburg hergestellt und bundesweit zumeist über die Lehrlingszentren vertrieben wurde.
Außerdem fanden einige breitangelegte empirische wissenschaftliche Untersuchungen zur Situation der Berufsausbildung statt, etwa die vom Hamburger Jour fixe initiierte fünfbändige „Hamburger Lehrlings-Studie“ der Hochschule für Wirtschaft und Politik in Hamburg und des Deutschen Jugendinstitutes in München. Insgesamt beobachtete man in den Ausbildungsbetrieben ein verständigeres oder auch vorsichtigeres Umgehen mit den Lehrlingen. Allerdings wurden die Lehrlingszentren, soweit sie gewerkschaftlich orientiert oder eingebunden waren, bald von der Gewerkschaftsbürokratie gegängelt und eingeschnürt, vielerorts schlicht aufgelöst („da zu rebellisch“). Soweit die Lehrlingszentren autonom waren, gerieten sie (wie im Übrigen teilweise auch die gewerkschaftlich organisierten Lehrlingszentren) bald in die „Missionsstrategie“ der unterschiedlichen Gruppierungen der sogenannten APO, was viele Jugendliche resignieren ließ. Dazu kam, dass auch die Politik und die Betriebe bald „ihr Terrain zurückeroberten“; zunehmende Konflikte in den Lehrbetrieben ließen ebenfalls viele Jugendliche aufgeben. Das 1972 verabschiedete neue Betriebsverfassungsgesetz stärkte jedoch die Rechte der Jugendvertretungen, was die Energie des Protestes auf diese formale Schiene lenkte – dort oft auch mit Erfolgen, jedoch nur in den Groß- und Mittelbetrieben, wo es Jugendvertretungen gab. Viele der aktiven Lehrlinge suchten nach den eher unerfreulichen Erfahrungen mit Gewerkschaftsbürokraten und „Lehrherren“ einen persönlichen beruflichen Aus-, oft auch Aufstieg, oft gezwungenermaßen, da sie nach der Lehre nicht übernommen wurden.

## Das Ende
Mitte der 70er Jahre war die Lehrlingsbewegung als solche verebbt, sie ging teilweise auch in der inzwischen die ganze Bundesrepublik erfassenden sogenannten „Jugendzentrenbewegung“ auf, ein oft sehr erfolgreicher Kampf Jugendlicher um örtliche Jugendzentren und verbesserte Freizeitmöglichkeiten in ihren Kommunen. Berufsausbildung verschwand dann auch in den 80er Jahren fast vollständig aus der bildungspolitischen Debatte, obwohl die beginnende Jugendarbeitslosigkeit eine Lehrlingsbewegung gefordert hätte. (Die Gewerkschaften hatten aber durch ihr bürokratisch motiviertes „Einschläfern“ der Lehrlingsbewegung sich organisatorisch, personell und motivational dieses Standbeines selbst beraubt.)